# Anneliese-Maier-Forschungspreis
Den Anneliese-Maier-Forschungspreis (Eigenschreibweise: Anneliese Maier-Forschungspreis) erhielten Spitzenkräfte aus den Geistes- und Sozialwissenschaften aus dem Ausland, deren bisherige wissenschaftliche Leistungen in ihrem Fachgebiet international anerkannt waren. Vergeben wurde der Preis von der Alexander-von-Humboldt-Stiftung zwischen 2011 und 2018. Die Preisträger wählten selbst aus, mit wem sie in Deutschland kooperieren mochten. Die Forschungskooperationen werden über einen Zeitraum von bis zu fünf Jahren durchgeführt. Der Forschungspreis war mit 250.000 Euro dotiert.

## Ziel des Preises
Ziel war es, die Geistes- und Sozialwissenschaften in Deutschland nachhaltig weiter zu internationalisieren. Neben Wissenschaftlern, die bereits zur etablierten Spitzengruppe ihres Fachs gehörten, sollten auch in ihrer wissenschaftlichen Laufbahn noch nicht so weit fortgeschrittene, aber bereits international ausgewiesene Personen aus der Wissenschaft angesprochen werden, von denen eine nachhaltige Prägung der Geistes- und Sozialwissenschaften in Deutschland durch längerfristige Kooperationen erwartet werden konnte.

## Nominierung
Die Nominierung erfolgte durch Wissenschaftler in Deutschland, eine Eigenbewerbung war nicht möglich. Von den Ausgezeichneten wurde erwartet, dass sie in den nächsten Jahren aktive, wissenschaftlich einflussreiche Forschung leisteten. Auf die Nominierung qualifizierter Wissenschaftlerinnen wurde besonderer Wert gelegt.

## Namensgeber
Benannt wurde der Preis nach der deutschen Philosophin und Wissenschaftshistorikerin Anneliese Maier (* 1905 in Tübingen; † 1971 in Rom). Sie studierte in Berlin, Zürich und Paris Philosophie, Physik und Mathematik und promovierte 1929 über „Kants Qualitätskategorien“. Die Habilitation blieb ihr aus politischen Gründen in der NS-Zeit verwehrt. Für eine Forscherin der damaligen Zeit ist ihre Biografie ungewöhnlich international. Maier erforschte die Entstehung des neuzeitlichen wissenschaftlichen Denkens vom 14. bis zum 18. Jahrhundert besonders in den Naturwissenschaften. 1951 wurde ihr der Professoren-Titel vom Kultusminister des Landes Nordrhein-Westfalen verliehen, 1954 wurde sie zum Wissenschaftlichen Mitglied der Max-Planck-Gesellschaft berufen. Außerdem war sie korrespondierendes Mitglied der Akademien der Wissenschaften in Mainz, Göttingen und München.

## Preisträger
Der Anneliese-Maier-Forschungspreis wurde erstmals 2011 an sieben Wissenschaftler verliehen. Die Humboldt-Stiftung verlieh pro Nominierungsrunde bis zu elf der vom Bundesministerium für Bildung und Forschung gestifteten Anneliese-Maier-Forschungspreise. Der Preis wurde insgesamt an 47 Wissenschaftler verliehen.
- 2012 Katharina Boele-Woelki, James Conant, Nicholas Evans, Shaun Gallagher, Patrick Geary, Michele Gelfand, Birgit Meyer
- 2013 Michal Biran, Eva Illouz, Marie-Louise Bech Nosch, Francis Jeffry Pelletier, Jean J. du Plessis, Himanshu Prabha Ray, Jeffrey W. Sherman
- 2014 Mary E. Beckman, Geert Bouckaert, Maribel Fierro, Kit Fine, Ulrike Hahn, Donald Tomaskovic-Devey, Kathleen Vohs, Greg Woolf
- 2015 Hans Beck, Robert B. Brandom, Angelos Chaniotis, Kristian S. Gleditsch, Jeffrey F. Hamburger, Susan E. Irvine, Pamela E. Klassen, Niklaus Largier, Mark Turner, Paul Julian Weindling, Jean Winand
- 2016 Ève Chiapello, E. Tory Higgins, Glenn W. Most, Daniel Müllensiefen, Sumathi Ramaswamy, Marti G. Subrahmanyam
- 2018 Douglas Cairns, José Maurício Domingues, Pascal Mamassian, Alan Mikhail, Ingrid Piller, Annelise Riles, Sylvia Walby, Hui Wang